# هواماشراجو
هواماشراجو (به اسپانیایی: Huamashraju) یک کوه در پرو است که در Peru, Ancash Region واقع شده‌است. هواماشراجو ۵٬۴۳۴ متر بالاتر از سطح دریا واقع شده‌است.